# Cykl życia systemu
Cykl życia systemu (ang. business system life cycle) – strukturalne podejście do zadania opracowania systemu dla przedsiębiorstwa.
Możemy wyróżnić siedem głównych etapów, które tworzą ten cykl:
1. opracowanie strategii
2. analiza
3. projektowanie
4. budowa
5. dokumentowanie
6. wdrożenie
7. eksploatacja